# Махмуд-шах II
Махмуд-шах II (*1520 — 11 липня 1526) — 10-й султан Гуджарату з 30 травня до 11 липня 1526 року.

## Життєпис
Син Музаффар-шаха II. Народився 1520 року, отримавши ім'я Насір Хан. У травні 1526 року його брата — султана Сікандар-шаха — було вбито імад-уль-мульком Хушкадамом, який посадив на трон Насір хана під ім'ям Махмуд-шах II. Фактично влада зосередилася в Хушкадама, що отримав посади візира та регента. Невдовзі він наказав вбити ще 3 малолітніх братів нового султана.
Але невдовзі повстав Тадж-хан Нарпалі, який запропонував трон брату султана — Багадур Хану, на бік якого перейшло багато вояків та сановників. Хушкадам звернувся по допомогу до Бабура, що захопив на той час Делі. Проте той не мав на той час можливості відправити військо. 6 липня Багадур Хан захопив місто Паттан. а 11 липня без спротиву захопив Мухаммадабад. Того ж дня було вбито Махмуд-шаха II і Хушкадама. Влада перейшла до Багадур Хана.